# تشاكايا بوكر
تشاكايا بوكر (بالإنجليزية: Chakaia Booker)‏ (مواليد عام 1953 في نيوآرك بولاية نيوجيرسي) هي فنانة أمريكية. اشتهرت بوكر بمنحوتاتها ذات النمط البيئي التي تحمل قصة في طياتها وتتناول الصراعات والانتصارات في التطلعات الإنسانية ومساهماتها. يتضمن عملها تحويل المُكتشفات إلى فن تعبيري يتناول القضايا الاجتماعية والثقافية بالإضافة إلى الأنوثة. 

## خلفية
حصلت بوكر على بكالوريوس الآداب في علم الاجتماع من جامعة روتجرز في عام 1976. ثم حصلت على ماجستير الفنون الجميلة من كلية مدينة نيويورك في عام 1993. في الستينيات من عمرها، درست بوكر مجموعة متنوعة من المواضيع المختلفة بما في ذلك الرقص الأفريقي وصناعة الخزف والحياكة وصناعة السلال إضافة إلى فن التاي تشي وكان لجميعها تأثير على أساليبها الفنية المثيرة للاهتمام. شعرت بوكر دائمًا بالحاجة إلى استغلال هذه المهارات بصورة مغايرة كوسيلة للتجريب واللعب. تُرجمت هذه المهارات جميعها إلى أداة لابتكار منحوتاتها المتقنة.

## مسيرتها المهنية
كمنحوتاتها، تُعتبر بوكر شخصية ملمّة ومتنوعة التوجهات ترى نفسها منحوتة من خلال أعمالها المتمثلة بالتلبيس، والخياطة، والطبخ، وغير ذلك من الأنشطة اليومية التي تعتبرها أشكال فنية في حد ذاتها.
في مطلع ثمانينيات القرن العشرين، ابتكرت بوكر منحوتات قابلة للارتداء يمكنها وضعت نفسها في داخلها لتستخدمها كملابس. «كان الغرض من نحت الملابس القابلة للارتداء الحصول على الطاقة والإحساس من التصميم المنشود.» تواصل بوكر ابتكار منحوتات قابلة للارتداء تجاوبًا مع المواد التي تستخدمها في عملها الحالي. انطلاقًا من ابتكاراتها للمنحوتات القابلة للارتداء في ثمانينيات القرن العشرين، بدأت بوكر بابتكار أعمال من مواد المهملات التي عثرت عليها في مواقع البناء. كان لكل من هذه المواد المُكتشفة غرضها الخاص وتاريخها واستخدامها الذي وجدته مثيرًا للاهتمام. يقودنا هذا البحث عن المواد المهملة إلى «الإطار المطاطي» الذي نشأ عنه عملها الأكثر شهرة.
بدأت بوكر العمل بالإطارات المطاطية في أوائل تسعينيات القرن العشرين وتواصل العمل حاليًا في هذا المجال. ترى بوكر أن أنماط آثار الإطارات المختلفة وألوانها وعروضها تخلق لوحة مماثلة للوحة الألوان. اعتُبر استخدام بوكر للإطارات «استجابة للفلسفة الجمالية للمنظر الحضري لشمال نيوجيرسي». جرى تحويل المطاط والإطارات إلى مواد مائعة ما منحها حياة وطاقة جديدة. مثّلت الإطارات تعبيرات مجازية تستوفي الفلسفات الجمالية والسياسية والاقتصادية. تشير لوسيندا ماسون إلى أن استخدام بوكر للإطارات المعاد تدويرها يمكن أن يذكرنا بتغير وسائل النقل منذ العصر الصناعي. 
تمتلك أعمال بوكر العديد من المستويات ذات المعاني المحمّلة بالشواغل الاجتماعية. يُذكر أن المنحوتات المُبتكرة بالإطارات تتناول الهوية الأمريكية الأفريقية. ترمز الإطارات السوداء إلى قوة الهوية الأمريكية الأفريقية في حين يُفترض أن تبرز الفوارق الدقيقة في الألوان التعقيدات المصاحبة لاستخدام البشر السود. «تمثل الصبغات المختلفة مجموعة من درجات ألوان البشرة الأمريكية الأفريقية، إذ تتراوح بين الأزرق والأسود والرمادي والبني، والمدموغة أحيانًا باللون الأزرق أو الأحمر بالإضافة إلى الأنسجة غير اللامعة والسلسة واللامعة والمليئة بالتلاعب. يقدم استخلاص هذا الجمال الجريء من بقايا الإطار الأسود المرن تعبيرًا مجازيًا مقنعًا عن البقاء الأمريكي الأفريقي في العالم الحديث».
يقدم عملها الحالي درجة من الاعتراف بتراثها الأفريقي وأعماله الفنية المؤثرة. تقدم أنماط آثار الإطارات المُستخدمة في أعمالها فن التخديش ورسم الجسد التي كانت موجودة في الماضي وما تزال موجودة في ثقافات أفريقية معينة. كما في قطعة من عام 1994، في قناع «لا يحمل عنوانًا» مماثل لعمل بيكاسو، بدا وكأن استخلاص بوكر ملامح الوجه المشوهة للأقنعة القبلية في غرب أفريقيا هو اقتباس أقل للتصورات الرسمية وتأكيد أكبر على الهوية الأميركية الأفريقية والنسب الجمالي. «تذكرنا أنماط الإطارات والأشكال الهندسية المتكررة في أعمال بوكر بالمنسوجات الأفريقية التقليدية.» مجملًا، تتسم الإطارات بدلالتها على القوة أو المتانة المرتبطة بإرادة الأفارقة المشتتون المتمثلة بالبقاء المستمر.